# El-Sayed Al Dhizui
Al Sayed Mohammed Al Tabei (arabe : السيد محمد التابعي), plus connu sous le nom de Sayed Al Dhizui (arabe : السيد الضظوي) (né le 14 septembre 1926 à Port-Saïd en Égypte et mort le 24 décembre 1991) est un footballeur international égyptien, qui évoluait au poste d'attaquant.

## Biographie

### Carrière en club
Al Dhizui était réputé pour être un redoutable buteur dans les 6 mètres avec l'Al-Masry Club.
Il finira 3 fois consécutivement meilleur buteur de première division en 1949, 1950, 1951.
Il rejoindra finalement en 1956 le meilleur club égyptien du moment, Al Ahly SC où il sera un titulaire indiscutable dans l'effectif cairote, où il gagnera ses premiers trophées avec 4 championnats et 2 coupes entre 1956 et 1961, et où il marquera 49 buts.
Il retournera en 1961 pour finir sa carrière dans son club de toujours, l'Al Masry et prendra sa retraite à 37 ans en 1964, avec pas moins de 112 buts marqués en 19 ans de carrière, ce qui en fait un des buteurs égyptiens les plus prolifiques des tous les temps.

### Carrière en sélection
Il fera sa première apparition avec les Pharaons en 1947 lors d'un match contre la Hongrie, et sera sélectionné pour participer aux Jeux olympiques d'été de 1948 de Londres et de 1952 à Helsinki, où il mettra 5 buts en 3 matchs, et aidera l'Égypte à gagner la Coupe arabe des Nations de 1953 à Alexandrie.
Il reste surtout dans les mémoires pour son match d'octobre 1955, lors d'une partie entre l'équipe d'Égypte et la Norvège où il marquera les 5 buts de son équipe qui s'imposera 5 buts à 4, et où s'ensuivront de nombreuses propositions de contrats de plusieurs clubs européens qu'il déclinera.

## Palmarès

### En club
- Ligue de Canal : 1943, 1944, 1945, 1946, 1947, 1948 avec Al-Masry Club
- Championnat d'Égypte de football : 1957, 1958, 1959, 1961 avec Al Ahly SC
- Coupe d'Égypte de football : 1958, 1961 avec Al Ahly SC

### Individuel
- 4e meilleur buteur de tous les temps du Championnat d'Égypte de football : 112 buts[2]
- 4 fois meilleur buteur du Championnat d'Égypte de football : 1948-49, 1949-50, 1950-51, 1958-59